# Superliga Española de Hockey Hielo 1980/1981
Sezóna 1980/1981 byla 9. sezonou Španělské ligy ledního hokeje. Vítězem se stal Casco Viejo Bilbao. Sestoupily kluby CH Gel Barcelona a CH Boadilla.

## Konečná tabulka
| Poř | Tým                | Z  | V  | R | P | Skóre  | +/-  | B  |
| --- | ------------------ | -- | -- | - | - | ------ | ---- | -- |
| 1   | Casco Viejo Bilbao | 20 | 16 | 1 | 3 | 242:70 | +172 | 33 |
| 2   | FC Barcelone       | 20 | 16 | 0 | 4 | 281:82 | +199 | 32 |
| 3   | CHH Txuri-Urdin    | 20 | 11 | 1 | 8 | 151:71 | +80  | 23 |
| 4   | CH Jaca            | 20 | 10 | 2 | 8 | 117:90 | +27  | 22 |

## Baráž
| Poř | Tým                | Z  | V | R | P  | Skóre  | +/-  | B |
| --- | ------------------ | -- | - | - | -- | ------ | ---- | - |
| 5   | Club Gel Puigcerdà | 14 | 4 | 0 | 10 | 94:122 | -28  | 8 |
| 6   | AD Roller Gasteiz  | 14 | 4 | 0 | 10 | 63:149 | -86  | 8 |
| 7   | CH Boadilla        | 14 | 4 | 0 | 10 | 60:225 | -165 | 8 |
| 8   | CH Gel Barcelona   | 14 | 1 | 0 | 13 | 36:234 | -198 | 2 |